# Bulbostylis juncoides
Bulbostylis juncoides är en halvgräsart som först beskrevs av Vahl, och fick sitt nu gällande namn av Georg Kükenthal och Wilhelm Franz Herter. Bulbostylis juncoides ingår i släktet Bulbostylis och familjen halvgräs. Inga underarter finns listade i Catalogue of Life.